# Рюстенбург (Північна Голландія)
Рюстенбург (нід. Rustenburg) — село в нідерландській провінції Північна Голландія. Входить до муніципалітету Коггенланд.
Його площа становить 0,08 км², а населення станом на 2021 рік складало 160 осіб.
Перша згадка про населений пункт датується 1573 роком.

## Галерея

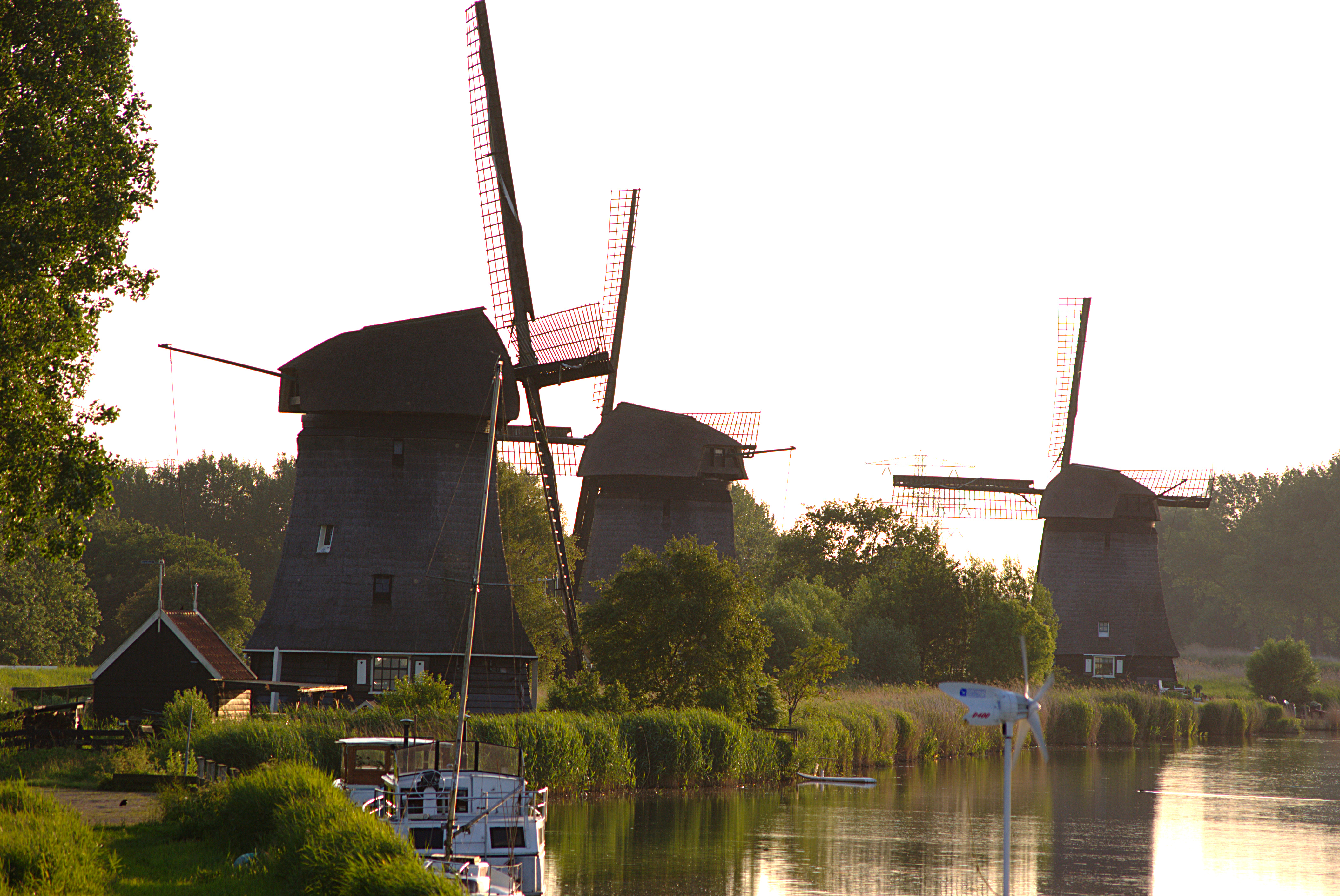
Вітряки у Рюстенбурзі